# 스티븐 볼드윈
스티븐 앤드루 볼드윈(영어: Stephen Andrew Baldwin, 1966년 5월 12일 ~ )은 미국의 배우이다.

## 출연 작품
- 프로텍션
- 플레드
- 유주얼 서스펙트
- 고인돌가족 플린스톤2
- 다이노 타임
- 더 네트워커